# ローラン・ブードゥアニ
ローラン・ブードゥアニ（Laurent Boudouani、1966年12月29日 - ）は、フランスのプロボクサー。元WBA世界スーパーウェルター級王者。

## 来歴
1988年ソウルオリンピックボクシングウェルター級銀メダリスト。決勝ではロバート・ワンギラにKO負け。
1989年4月17日、プロデビュー。
1992年11月29日、EBUヨーロッパスーパーウェルター級王座を獲得した。2度防衛後、1993年10月5日に王座から陥落した。
1995年1月3日、EBUヨーロッパジスーパーウェルター級ュニアミドル級王者ハビエル・カスティリェホ（スペイン）に挑戦し、9回TKO勝ちで王座に返り咲いた。
1996年1月6日、カスティリェホと再戦し、3-0の大差判定勝ちで2度目の防衛に成功した。
1996年8月21日、WBA世界スーパーウェルター級王者フリオ・セサール・バスケス（アルゼンチン）に挑戦し、5回KO勝ちで王座を獲得した。
1997年3月29日、カール・ダニエルズ（アメリカ合衆国）と対戦し、3-0の判定勝ちで初防衛に成功した。
1998年2月13日、ギレルモ・ジョーンズ（パナマ）と対戦し、0-1（114-114、114-114、114-115）の判定ドローで2度目の防衛に成功した。
1998年5月30日、ギレルモ・ジョーンズとダイレクトリマッチで対戦し、2-1（116-112、115-113、111-117）の判定勝ちで3度目の防衛に成功した。
1998年11月30日、テリー・ノリス（アメリカ）と対戦し、9回TKO勝ちで4度目の防衛に成功した。
1999年3月6日、5度目の防衛戦でデビッド・リード（アメリカ）と対戦し、判定負けで王座から陥落。この試合を最後に引退した。

## 獲得タイトル
- EBUヨーロッパスーパーウェルター級王座
- WBA世界スーパーウェルター級王座（防衛4）